# سمسم (قرية)
سمسم هي قرية فلسطينية، تقع على بعد 15 كيلومتر (9.3 ميل) إلى الشمال الشرقي من غزة.
ربط القرية طرق ممهدة بالقرى المجاورة مثل دير سنيد وبرير ونجد وهوج وبيت جرجا ودمرة. يمر بطرف سمسم الجنوبي وادي الشقفات أحد روافد وادي هربيا الذي يرفد وادي الحسي المتجه غرباً نحو البحر المتوسط.
مساحة أراضي القرية 16797 دونمًا، وقدر عدد السكان في عام 1945 بنحو 1.290 نسمة. وقد أخليت من سكانها فقط قبل اندلاع حرب 1948 بين العرب وإسرائيل. يوم 12 مايو عام 1948، طردت القوات الإسرائيلية ما قبل الدولة القرويين، جنبا إلى جنب مع تلك القرية المجاورة نجد.
الواردة سمسم اثنين من المواقع الأثرية المعروفة محليا باسم على الرأس (وهذه الأخيرة التي تحتوي على المقبرة الرومانية).
في كتيب المسافرين في سوريا وفلسطين (1858)، ويصف يوشيا ليزلي بورتر القرية كما يقف «وسط بستان القليل من الأشجار، وعن الشمال 1/4 ميل من الطريق.» كارل كتاب بيديكير ورفاقه في السفر الكتابة في عام 1894 هي أكثر تحديدًا، مشيرًا إلى أن القرية تقع في بستان الزيتون والتبغ والسمسم التي هي المحاصيل الرئيسية المزروعة هناك.

## التاريخ
في 1596م، كان سمسم جزءا من الإمبراطورية العثمانية، النواحي (الناحية) من غزة تحت لواء (حي) من غزة، وكان عدد سكانها 110. وكانت تؤدي الضرائب على عدد من الغلال كالقمح والشعير وأشجار الفاكهة، وكذلك على الماعز وخلايا النحل.
في أواخر القرن التاسع عشر، كان يحيط به الحدائق سمسم. وكان جيدا، وحوض سباحة، وبستان الزيتون التي كانت مزروعة في الشمال.

## أعلام
- زياد فرج الله
- جميل المجدلاوي